# Leichensynode

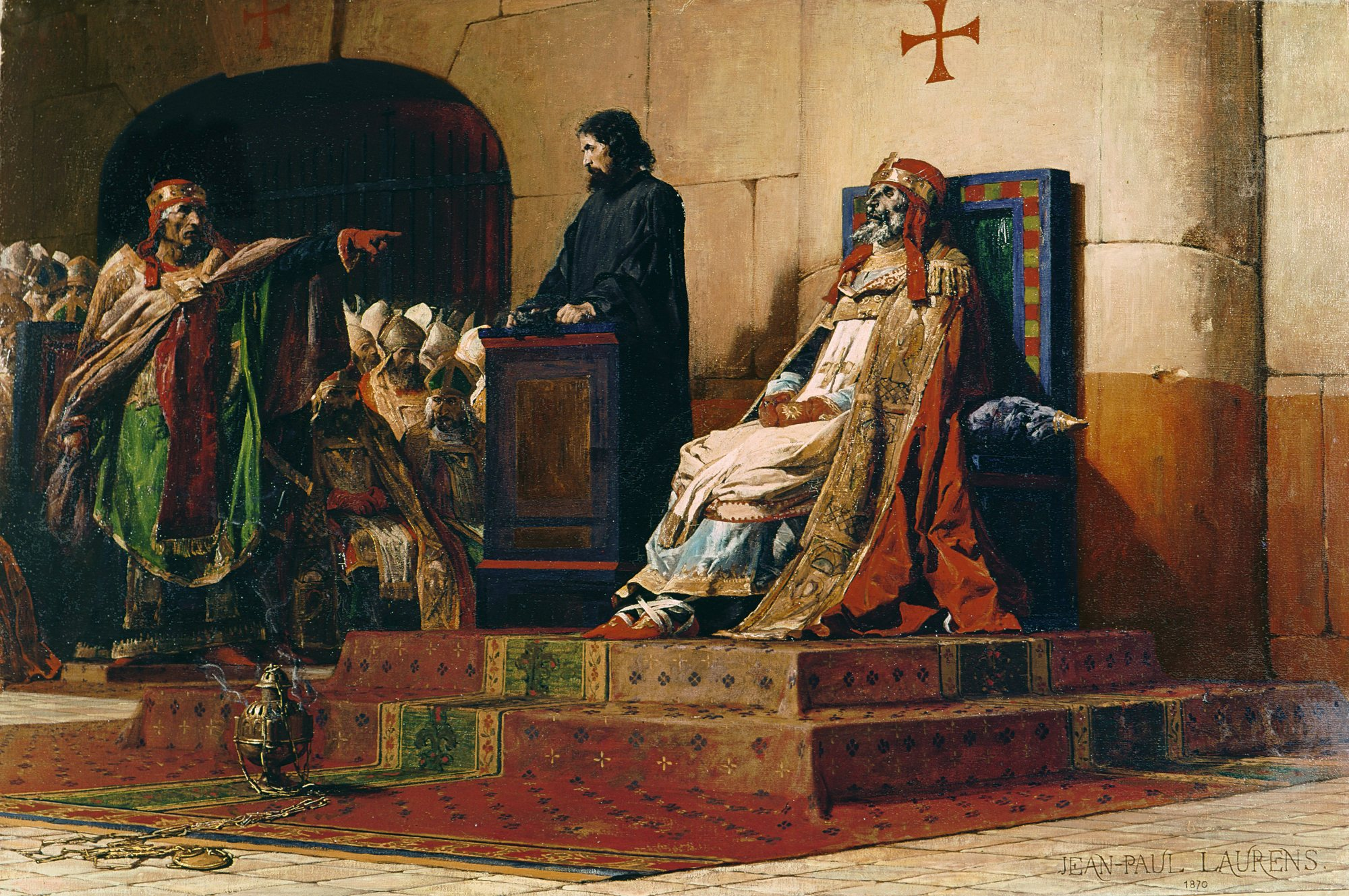
Gemälde von Jean Paul Laurens, 1870 (Musée des Beaux-Arts de Nantes)

Die Leichensynode (auch Kadaversynode oder lateinisch Synodus horrenda), die im Januar 897 in Rom stattfand, war ein kirchlicher Schauprozess, zu dem Papst Stephan VI. die Leiche seines Vorgängers Formosus exhumieren ließ, um ihn wegen angeblicher Missbräuche während seines Pontifikats aburteilen zu lassen.

## Vorgeschichte
Die Herrscher des zerfallenden Karolingerreichs verloren in der zweiten Hälfte des 9. Jahrhunderts zunehmend an Einfluss im italienischen Reichsteil. Nach der Absetzung Kaiser Karls III. durch den Reichstag von Tribur bei Frankfurt am Main im Jahr 887 konkurrierten Markgraf Berengar I. von Friaul und Herzog Wido II. von Spoleto um die Macht in Italien. Zugleich hielt auch Karls Neffe, der neue ostfränkische König Arnulf von Kärnten, seinen Herrschaftsanspruch aufrecht.
Im Jahr 889 besiegte Wido den im Jahr zuvor zum König von Italien gekrönten Berengar und ließ sich in Pavia selbst die Krone aufsetzen. Der damalige Papst Stephan V. unterstützte das Haus Spoleto widerwillig, da Widos Herzogtum in unmittelbarer Nachbarschaft zu Rom lag und der neue König auch in der Stadt selbst großen Einfluss ausübte. 891 krönte der Papst Wido gar zum Kaiser.
Formosus folgte Stephan V. noch im gleichen Jahr auf den Papstthron. Er behielt die vorsichtige Politik seines Vorgängers bei, wiederholte 892 Widos Krönung und erhob dessen Sohn Lambert von Spoleto zum Mitkaiser. Gleichzeitig erneuerte er insgeheim ein Hilfsersuchen seines Vorgängers an König Arnulf. Dieser folgte dem Ruf 894, kam nach Italien und besiegte Wido, der kurz darauf starb. Am 22. Februar 896 krönte Formosus schließlich Arnulf von Kärnten zum Kaiser, obwohl damals die Witwe Widos, Herzogin Ageltrude, über Rom herrschte.
Kurze Zeit nachdem Arnulf Rom verlassen hatte, nur sechs Wochen nach der Kaiserkrönung, starb Papst Formosus etwa 80-jährig am 4. April 896. Dies hat ihn wohl davor bewahrt, noch zu Lebzeiten Ziel der Rachegelüste der Spoletiner zu werden.

## Stephan VI. und die Leichensynode
Formosus’ Nachfolger Bonifatius VI. starb bereits nach nur 14-tägigem Pontifikat. Der im Mai 896 gewählte Stephan VI. erkannte zunächst ebenfalls Arnulf als Kaiser an, wechselte aber die Seite, nachdem Widos Sohn Lambert seine Machtposition in Rom wieder gefestigt hatte. Ob dieser die nachfolgende Leichensynode initiiert oder nur geduldet hat, ist in der Forschung umstritten. Für eine bloße Duldung spricht, dass Lambert auf die Gültigkeit seiner Erhebung zum Mitkaiser durch Formosus bedacht sein musste und dass er später an dessen Rehabilitierung beteiligt war.

### Die Anklage
Ein wichtiger Grund für den Schauprozess dürften Zweifel an der Rechtmäßigkeit der Papstwahl Stephans VI. gewesen sein. Seit dem Ersten Konzil von Nicäa im Jahr 325 war es geltendes Kirchenrecht, dass ein Kleriker wie er, der bereits in einer Diözese zum Bischof gewählt worden war, nicht Bischof einer anderen Diözese werden durfte. Wegen dieses sogenannten Translationsverbots war Stephan – nach Marinus I. und Formosus – erst der dritte Papst, der zuvor Bischof einer anderen Stadt gewesen war. Wie alle Bischöfe entstammten vor der Wahl Marinus’ auch die Päpste in der Regel den Reihen der Diakone und Priester ihres Bistums. Wenn also ein Bischof zum Papst gewählt wurde, bedeutete dies, dass er seinen früheren Diözesansitz gegen den der Stadt Rom eintauschen musste. Eine solche Translation war nach damaligem kanonischen Recht nur in Fällen von Notwendigkeit (necessitas) oder Nützlichkeit (utilitas) gestattet. Verboten war sie jedoch, wenn sie nur dem Ehrgeiz des Amtsträgers diente.
Genau das aber warf Stephan Formosus vor, der vor seiner Wahl zum Papst Bischof von Porto gewesen war. Das war sogar der Hauptanklagepunkt, obwohl – besser gesagt: weil – Stephan selbst sich der Translation schuldig gemacht hatte. Er war vor seinem Wechsel auf den Stuhl Petri Bischof von Anagni gewesen, ein Amt, das niemand anderer als Formosus ihm übertragen hatte. Wenn dieser nun nachträglich verurteilt und seine Weihen für ungültig erklärt wurden, löste sich Stephans VI. „Translationsproblem“ von selbst. Denn nach einer ungültigen Weihe wäre er de jure nie Bischof gewesen und hätte sich somit auch nicht des Wechsels in ein anderes Bistum schuldig machen können.
Um die gewünschte Verurteilung zu erreichen, wurde Formosus darüber hinaus angeklagt, er habe einen Eid gebrochen, den er Papst Johannes VIII. 878 auf der Synode von Troyes geleistet hatte. Diesem Eid zufolge hätte er nie wieder nach Rom zurückkehren dürfen. Weiterhin wurde er beschuldigt, seine Rückversetzung in den Laienstand durch Papst Johannes missachtet zu haben. Gegen diese Anklagepunkte sprach aber, dass Johannes’ Nachfolger, Papst Marinus I., Formosus schon 883 wieder als Bischof eingesetzt und von seinem Eid entbunden hatte.

### Prozess und Urteil
Dennoch ließ Stephan, neun Monate nach dem Tod von Formosus, dessen schon verwesende Leiche aus der Gruft holen, in päpstliche Gewänder kleiden und auf den Thron setzen. Dann wurde Formosus, der durch einen Diakon vertreten wurde, in einer dreitägigen Prozedur förmlich angeklagt und verurteilt. Das Urteil stand von Beginn an fest: Formosus wurde für abgesetzt sowie alle seine Amtshandlungen und von ihm gespendeten Weihen für ungültig erklärt.
Nach seiner Verurteilung wurde Formosus wieder der päpstlichen Gewänder entkleidet. Wegen des angeblichen Eidbruchs hackte man ihm außerdem die zwei Schwurfinger der rechten Hand ab. Seine Leiche ließ Stephan VI. zunächst auf dem Begräbnisplatz der Fremden in Rom verscharren. Kurz darauf wurde Formosus erneut exhumiert und in den Tiber geworfen. Ein Mönch behauptete später, Formosus sei ihm im Traum erschienen, woraufhin er ihn aus dem Fluss gezogen und heimlich erneut bestattet habe.
Nach dem Konzept der Spiegelstrafe entsprach die Verurteilung einem umgekehrten Abbild der gegen Formosus erhobenen Vorwürfe: Statt auf der cathedra beati Petri inthronisiert zu bleiben, wurde der Tote vom päpstlichen Stuhl gerissen. An die Stelle der feierlichen Einkleidung des Elekten vor der Weihe im Petersdom trat die Entblößung bis auf das letzte Hemd. Statt ins päpstliche Ornat wurde er in die Tracht des Volkes gehüllt. Der Verlust der Finger verwies auf den Vorwurf des Meineids, vielleicht auch auf den Verlust der Segenskraft des Papstes. Die Enthauptung gemahnte an die vormalige Stellung des Toten als Haupt der Kirche. Das Herauszerren des Toten über die Schwelle der Kirche und das Verscharren des Leichnams auf dem Fremdenfriedhof beraubten Formosus seiner irdischen Heimat: Er verlor den Schutz der Kirche und die Sicherheit seiner Heimatstadt. Die Ehre der Beisetzung wurde ihm ebenfalls verweigert. Das Ausgraben der Leiche auf dem Friedhof war ein Gegenbild zur feierlichen Erhebung heiliger Gebeine. Die Auffindung (inventio), Erhebung (elevatio) und Überführung von Reliquien an den eigentlichen Ort ihrer Verehrung (translatio, adventus/occursio) bildeten bis ins Hochmittelalter hinein wesentliche Elemente für einen neuen Heiligenkult. Die Leiche des Formosus wurde stattdessen in einem Umkehrritual aus dem eigenen Grab verbannt. Die Versenkung im Tiber vollendete die Tilgung des Toten aus dem Gedächtnis der Lebenden (damnatio memoriae). Einzelne Quellenhinweise lassen sich sogar dahingehend deuten, dass auch die Heiligkeit des päpstlichen Amtes gewahrt bleiben sollte.

## Nachgeschichte
Stephan VI. konnte sich seines Triumphes nicht lange erfreuen. Noch im August 897 wurde er gestürzt, in den Kerker geworfen und dort erwürgt. Als Urheber der Absetzung gilt die römische Stadtbevölkerung: Sie sah wohl im Einsturz der Lateranbasilika, der sich während des Pontifikats Stephans VI. ereignet hatte, ein Zeichen für den Zorn Gottes gegen die Initiatoren der Leichensynode. Stephans zweiter Nachfolger Theodor II., der nur zwanzig Tage lang auf dem Papstthron saß, ließ im Dezember 897 die Leiche von Formosus, die von dessen Anhängern aus dem Tiber geborgen worden war, ehrenvoll bestatten und hob sämtliche Beschlüsse der Leichensynode auf.
Einen umfassenden Rehabilitationsversuch unternahm Papst Johannes IX., der zusammen mit Kaiser Lambert auf der Synode in Ravenna 898 unter anderem die Beschlüsse der Synode verurteilte und das Pontifikat sowie die Ordinationen des Formosus für gültig erklärte.
Die Machtkämpfe zwischen den verschiedenen Adelsparteien nahmen in den nächsten Jahren an Heftigkeit und Grausamkeit noch zu. Mit Sergius III., nach dem Zeugnis des Geschichtsschreibers und Bischofs Liutprand von Cremona ein „Mörder auf dem Papstthron“, kam 904 wieder ein Parteigänger Stephans VI. an die Macht. Er verfolgte die Partei des Formosus erneut und erklärte alle Kleriker, die durch ihn oder durch einen von ihm ernannten Bischof die Weihe empfangen hatten, zu Laien. Sergius ließ die Leiche des toten Papstes ein zweites Mal exhumieren und nach der Abtrennung der übrigen Finger der Schwurhand wiederum in den Tiber werfen. Sie soll sich jedoch im Netz eines Fischers verfangen haben und wurde später in die Peterskirche zurückgebracht, um dort zum dritten Mal bestattet zu werden.
In dieser Zeit entstand eine Anzahl von Streitschriften von Anhängern des Formosus. Ihre Autoren – Auxilius, Vulgarius sowie ein Unbekannter – waren Priester, die von Formosus geweiht und unter Sergius III. in den Laienstand versetzt worden waren. Anhand von Präzedenzfällen, die sie aus dem Kirchenrecht und den Konzilstexten gesammelt hatten, hofften sie, die Gültigkeit ihrer Weihen beweisen zu können.

## Forschung
In der historischen Forschung spielt die Leichensynode heute vor allem in vier Themenbereichen eine Rolle. Da ist zum einen die mit dem Fall Formosus verbundene Weiheproblematik, die Ernst Dümmler näher beleuchtet hat. Harald Zimmermann sieht in dem Vorgang ein Gerichtsverfahren, das gegen Formosus angestrengt wurde. Johannes Laudage erkennt in der Abhandlung des Auxilius eine wichtige Brücke zwischen altkirchlichen Vorstellungen über die Gültigkeit der Sakramente und der Simoniedebatte des 11. Jahrhunderts. Sebastian Scholz wiederum befasst sich mit der Frage der Translation und dem Wandel der Kirchenverfassung, der am Bistumswechsel von Bischöfen deutlich wird.

## Sonstiges
Die dänische Metal-Band Sylvatica veröffentlichte 2023 das Album Cadaver Synod, in dem der Stoff musikalisch verarbeitet wird. Das Albumcover ziert das bekannte Gemälde von Jean-Paul Laurens.